# Morera岐阜站
Morera岐阜站（日语：／ Morera-Gifu eki */?）是位於岐阜縣本巢市早野，樽見鐵道的樽見線車站。車站編號為「TR07」。

## 歷史
- 2006年（平成18年）
  - 4月21日 - 樽見鐵道車站啟用。
  - 12月13日 - 使用人次突破10萬人。舉行了紀念活動。

## 概要
都築紡績糸貫工場遺址在2006年4月29日開設大型商業設施「Malera岐阜」。而此站在同年4月21日啟用。根據本巢市的協定，Malera岐阜管理會社負擔車站建設費約6,000萬日圓，而本巢市負責開發。車站每年有約7萬人使用。
雖然設施名稱的以 "MALera" 標記。但是站名牌和官方的日語羅馬字標記直接以片假名翻譯為 "MORERA" 。

## 車站構造
車站是一座地面車站，設有1面1線的單式月台。月台全長70米，寬2.5米。此站設有候車室。此站是無人車站，在假日與車站較多人使用車站時會有職員當值。
站前設有可容納50架單車的上蓋單車停泊處。

## 利用狀況
| 年度               | 1日平均 乘車人次 |
| ------------------ | ---------------- |
| 2011年（平成23年） | 69               |
| 2012年（平成24年） | 93               |
| 2013年（平成25年） | 96               |
| 2014年（平成26年） | 107              |
| 2015年（平成27年） | 116              |
| 2016年（平成28年） | 121              |

## 車站周邊
- Malera岐阜（日语：モレラ岐阜） - 車站東邊約150米
- 本災市政廳糸貫分廳舍 - 車站東邊
- 國道303號（日语：国道303号）

## 巴士路線
在Malera岐阜巴士站（位於建築物正面和東入口，站前沒有巴士站）中，有以下路線停靠。在轉乘巴士時，乘客需要經過停車場和Malera岐阜西入口，穿過Malera岐阜才可到達。步程3分鐘。在Malera岐阜營業時間以外的時段，需要繞過Malera岐阜，需要的時間大增。
岐阜巴士
- Malera忠節線 - 經北方巴士總站（日语：北方バスターミナル）、岐阜農林高校北、下尻毛、忠節、西野町 前往岐阜站
- Malera忠節線(新快速) - 經北方巴士總站、岐阜農林高校北、下尻毛、忠節後直達岐阜站
- 大野穗積線 - 經北方巴士總站、高屋、Valor穗積店、瑞穗市政廳前 前往穗積站
- 大野穗積線、Malera忠節線 - 經土貴野、黑野八幡町 前往大野巴士中心（日语：大野バスセンター）

【2021年10月預定開通】
- 山縣Malera線 - 經岐大口、長良北町 前往山縣巴士總站（日语：山県バスターミナル）

## 相鄰車站
樽見鐵道
樽見線
北方真桑（TR06）－Morera岐阜（TR07）－糸貫（TR08）

## 註腳
1. ↑  車費表 （页面存档备份，存于）（日語）

## 外部連結
- Malera岐阜樓層指南1樓 （页面存档备份，存于）（日語）
- 設有無障礙設備的車站 （页面存档备份，存于）（日語）